# 艾伯特·欧内斯特·基特森
艾伯特·欧内斯特·基特森爵士（英語：Sir Albert Ernest Kitson，1868年3月21日—1937年3月8日）是一位英属澳大利亚地质学家和博物学家，1918年获沃拉斯顿基金资助，1927年获莱尔奖章。